# Guo Wenjun
Guo Wenjun (chino: 郭文 珺, pinyin: Guo Wenjun, nacida el 22 de junio de 1984 en Xi'an, Shaanxi) es una tiradora deportiva femenina china que ganó tres de las cuatro medallas de oro en tiro con pistola femenino durante la parte europea de la ISSF Copa del Mundo 2008. Ella ganó el oro en pistola de aire 10 metros femenino en los Juegos Olímpicos de Verano de 2008 y en Juegos Olímpicos de Verano 2012. Ella es la única mujer que ha defendido a 10 metros el título de pistola de aire  en los Juegos Olímpicos.